# 2002 TH301
2002 TH301, também escrito como 2002 TH301, é um objeto transnetuniano que está localizado no Cinturão de Kuiper, uma região do Sistema Solar. Este corpo celeste é classificado como um plutino, pois, o mesmo está em uma ressonância orbital de 2:3 com o planeta Netuno. Ele possui uma magnitude absoluta de 10,7 e tem um diâmetro estimado com 32 km.

## Descoberta
2002 TH301 foi descoberto no dia 6 de outubro de 2002 pelos astrônomos D. Kinoshita e K. Muroi.

## Órbita
A órbita de 2002 TH301 tem uma excentricidade de 0,179 e possui um semieixo maior de 39,263 UA. O seu periélio leva o mesmo a uma distância de 32,234 UA em relação ao Sol e seu afélio a 46,291 UA.